# Neptune (New Jersey)
Pour les articles homonymes, voir Neptune.
Neptune est un borough du Comté de Monmouth dans l'État du New Jersey, aux États-Unis. En 2007, il compte 5 152 habitants.

## Personnalités liées à la ville
- Jack Nicholson y naît en 1937[1]
- Russell Schweickart (1935) : astronaute (Apollo 9)[réf. nécessaire]